# Scotorepens
Scotorepens — рід ссавців родини лиликових. 

## Поширення
Ці кажани мешкають в Австралії та Новій Гвінеї. Мешкає в різних середовищах проживання, але часто в сухих місцях з доступом до джерел води. 

## Морфологія
Морфометрія. Довжина голови й тіла: 37—65 мм, хвіст довжиною 25—42 мм, довжина передпліччя: 27—40 мм, вага: 6—18 грамів.
Опис. Верх тіла коричневий, сіро-коричневий, смагляво-оливковий, низ блідо-коричневий чи жовтувато-брунатний. Нагадує Nycticeius, маючи широкий квадратний писок і єдиний верхній різець з кожного боку, але відрізняється тим, що третій верхній моляр зменшений. 

## Поведінка
Малі колонії знаходять вдень прихисток в порожнинах дерев, будівлях і спливають в сутінках щоб переслідувати малих комах, що збираються над водою. Спаровування відбувається перед самісіньким початком зими (травень в Австралії), а нове покоління кажанів з'являється в листопаді.